# Anthony Mazel
Pour les articles homonymes, voir Mazel.
Pas d'image ? Cliquez ici

a Compétitions nationales et continentales officielles uniquement.

Anthony Mazel, né le 15 mars 1981, est un joueur français de rugby à XV qui évolue au poste de deuxième ligne.

## Biographie
Il a commencé par faire du football, du tennis et du judo avant de découvrir le rugby lorsqu'il était en CM2 par l’intermédiaire d’un copain. Il a donc débuté à Uzès, et est passé par toutes les catégories d’âge jusqu’à évoluer en première. Son entraîneur de l’époque connaissait des dirigeants de Bourgoin-Jallieu qu’il a convaincu de venir le voir. À la suite de cela, ils lui ont proposé de rejoindre le Club sportif Bourgoin-Jallieu rugby. Il débute en équipe première. 
En 2006, il rejoint l'US Dax.

## Carrière
- RC Uzès
- 2004-2006 :  CS Bourgoin-Jallieu : 21 matches dont 6 en Coupe d'Europe
- 2006-2009 :  US Dax
- 2009-2010 :  RC Chalon
- 2010-2013 :  US Romans Péage

## Palmarès
- Champion de Pro D2 en 2006-2007 avec l'US Dax.